# 昆莎乡
昆莎乡是中华人民共和国西藏自治区阿里地区噶尔县下辖的一个乡。

## 行政区划
昆莎乡下辖以下村级行政区划单位：
索麦村、噶尔新村和那木如村。